# Agathosma collina
Agathosma collina är en vinruteväxtart som beskrevs av Eckl. & Zeyh.. Agathosma collina ingår i släktet Agathosma och familjen vinruteväxter. Inga underarter finns listade i Catalogue of Life.